# Christopher Læssø
Christopher Læssø (født 7. marts 1985 i Taastrup, Danmark) er en dansk skuespiller og tv-vært.
Christopher Læssø fik sin spillefilmsdebut som en af hovedrollerne i Anders Gustafssons film, Bagland (2003). Christopher har også haft en birolle i Thomas Vinterbergs En mand kommer hjem. Som tv-vært er Christopher bl.a. kendt fra TV 2 Teddy-programmet Det dér om musik. Han har ligeledes medvirket i FunnyHaHa Tvs sketch som Ibo i Danmark ifølge Ibo (2013) og fik sit eget tv talkshow i 2014 med navnet Ibo's Talkshow. I 2015, 2016 og 2017 medvirkede han som vært på programmet Danmark har talent, som blev vist på TV2. I 2018 medvirkende han også som vært på programmet All Together Now, som blev sendt på Kanal 5.
Derudover har han en tilbagevendende rolle som købmandens fejedreng, Jas, i DR og Mikkel Lomborgs børneserie Skæg Med Ord.
Han deltog i 2019 i sæson 16 af Vild med dans. Han dansede med den professionelle danser Karina Frimodt. Parret kom på en tredjeplads.
Han lagde i 2015 blomster for de to ofre for terroristen Omar el-Hussein, men også for terroristen på det sted, hvor denne blev dræbt af politiet.

## Privat
Læssø har en afrikansk far og en dansk mor. Han er far til en datter.

## Udvalgt filmografi

### Film
| År   | Titel               | Rolle    | Noter |
| ---- | ------------------- | -------- | ----- |
| 2003 | Bagland             | Sami     |       |
| 2007 | En mand kommer hjem | Opvasker |       |
| 2019 | De frivillige       | Simon    |       |
| 2023 | Englemageren        | Marc     |       |

### Tv-serier
| År   | Titel        | Rolle  | Noter   |
| ---- | ------------ | ------ | ------- |
| 2012 | Skæg Med Ord | Jas    |         |
| 2015 | Broen III    | Lukas  |         |
| 2015 | Heartless    | Gustav |         |
| 2016 | Sjit Happens |        | Sæson 4 |
| 2016 | Bedrag II    |        |         |
| 2017 | Underverden  |        |         |
| 2017 | Herrens Veje |        |         |

### Kortfilm
- Kein Problem (2017) - Mathias